# Iúna
Iúna este un oraș în unitatea federativă Espírito Santo (ES) din Brazilia.